# Fritz Brutscher
Fritz Brutscher ( - ) foi um oficial alemão que serviu durante a Segunda Guerra Mundial. Foi condecorado com a Cruz de Cavaleiro da Cruz de Ferro.

## Carreira

### Patentes
Leutnant

### Condecorações
| Cruz de Ferro 2ª Classe                                  |
| Cruz de Ferro 1ª Classe                                  |
| Cruz de Cavaleiro da Cruz de Ferro 22 de janeiro de 1943 |